# 施帕尔特
施帕尔特是德国巴伐利亚州的一个市镇。总面积55.72平方公里，总人口5019人，其中男性2506人，女性2513人（2011年12月31日），人口密度90人/平方公里。